# Distillerie de Savanna
 (mars 2010).
Si vous disposez d'ouvrages ou d'articles de référence ou si vous connaissez des sites web de qualité traitant du thème abordé ici, merci de compléter l'article en donnant les références utiles à sa vérifiabilité et en les liant à la section « Notes et références ».
La Distillerie de Savanna est une distillerie française conçue par Émile Hugot entre 1948 et 1950 sur l'île de La Réunion. Au départ installée à Saint-Paul, elle était située dans l'ancienne Sucrerie de Savanna. La rhumerie est entièrement ré-installée sur le site sucrier de Bois Rouge à Saint-André en 1992.

## Produits

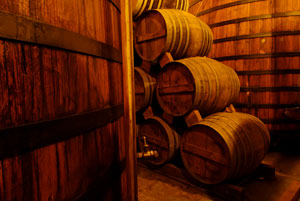
Les chais

La Distillerie de Savanna distille et met en vieillissement une gamme complète de rhum : rhum léger, rhum traditionnel, rhum agricole, rhum grand arôme, rhum maturé et les rhums vieux. Elle est la première distillerie européenne à être certifiée ISO 9002 L'Association Française pour l'Assurance Qualité qui lui a attribué la norme ISO 9001 (version 2000) en juillet 2003.
Au départ, la Distillerie de Savanna fabrique des rhums pour une clientèle de professionnels, de vente en vrac. 80 % de sa production est exportée vers la France métropolitaine et l'Union Européenne.

## Récompenses
Avec trente médailles en moins de trois ans, dont dix-sept en 2007, cette reconnaissance a été acquise dans des concours internationaux  : Académie du rhum (Paris), International Spirit Challenge (Londres), San Francisco Spirit Competition, Monde Sélection (Bruxelles), International Wine and Spirit Competition (Londres), International Taste & Quality Institute (Bruxelles), Concours général de Paris.
en 2007
- 8 médailles de bronze
- 7 médailles d’argent
- 3 en or
- Une Double-Or au San Francisco Spirit Award à San Francisco
- Un « Champion » pour le Savanna Rhum Agricole Vieux Single Cask fût n°489.
- Une première place rhum agricole pour le Savanna Créol.

## Visite

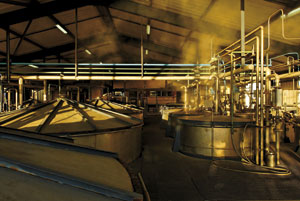
Cuves de fermentation

La Distillerie de Savanna propose la visite du site sucrier de Bois-Rouge et de la rhumerie. Avec plus de 17 000 visiteurs par an, c'est une activité importante en termes de loisirs touristiques à La Réunion.